# Immortal Sergeant
Immortal Sergeant és una pel·lícula estatunidenca dirigida per John M. Stahl i estrenada l'any 1943.	

## Repartiment
- Henry Fonda: Caporal Colin Spence
- Maureen O'Hara: Valentine
- Thomas Mitchell: Sergent Kelly
- Allyn Joslyn: Cassity
- Reginald Gardiner: Benedict
- Melville Cooper: Pilcher
- Bramwell Fletcher: Symes
- Morton Lowry: Cottrell

## Rebuda
Theodore Strauss de The New York Times qualifica la pel·lícula com a "decebedora", escrivint que ‘’ocasionalment és un estudi càlid i humà del triomf d'un home sobre les seves pròpies pors", el romanç és "insuls" i el personatge d'O'Hara és "molt apagat". Variety defineix la pel·lícula com "un drama compacte"Harrison's Reports va escriure, "encara que no arriba als grans drames, la producció i les actuacions són tan bones que tenen un consistent interès." David Lardner de The New Yorker va escriure que les escenes perilloses al desert eren els "aspectes més sòlids del film, ja que els gestionabastant bé." Lardner es va sorprendre, tanmateix, per "la dificultat estranya que O'Hara sembla tenir per pronunciar paraules polisil·làbiques."